# Apostolepis cerradoensis
Espèce
Apostolepis cerradoensis  est une espèce de serpents de la famille des Dipsadidae.

## Répartition
Cette espèce est endémique du Cerrado au Brésil.

## Étymologie
Son nom d'espèce, composé de cerrado et du suffixe latin -ensis, « qui vit dans, qui habite », lui a été donné en référence au lieu de sa découverte.

## Publication originale
- de Lema, 2003 : Descrição de nova espécie de Apostolepis Cope do cerrado do Brasil, pertencente ao grupo dimidiata (Serpentes, Elapomorphinae). Acta Biologica Leopoldensia, vol. 25, no 1, p. 123-131.